# Emil Welti
Emil Welti (Zurzach, 23 de abril de 1825 – Berna, 24 de febrero de 1899) fue un político y militar suizo.

## Biografía
Hijo de Jakob Friedrich Welti, presidente de la Corte Suprema, y de Barbara Fischhaber, realizó estudios de Derecho en las universidades de Jena y Berlín. Tras licenciarse en 1847, regresó a su patria para presidir el tribunal del distrito de Zurzach. Fue elegido miembro del gobierno cantonal de Argovia entre 1856 y 1866, Magistrado jefe en el 1858, 1862 y 1866. En los mismos años fue miembro del Consejo de los Estados, del que fue presidente en 1860 y 1866.
En el 1866 se le nombró coronel del gobierno federal y obtuvo el doctorado honoris causa por la Universidad de Zúrich. Se eligió miembro de la Junta federal del 1867 al 1891, presiedendo el órgano en los años 1867, 1872, 1876, 1880, 1884 y 1891.